# 蚌埠南站
蚌埠南站位于中华人民共和国安徽省蚌埠市龙子湖区李楼乡境内东海大道以南，是京沪高铁首设站，亦为京沪高铁七大中心枢纽站之一。蚌埠南站是京沪高速铁路和京台高速铁路（合蚌客运专线）共用的一个车站，于2009年9月开工建设，并于2011年6月30日京沪高铁开通当天正式投入使用。蚌埠南站站场规模预留7台14线，现为5台11线，其中正线2条、到发线9条，到发线有效长650m，450×20.0×1.25m基本站台1座，450×12.0×1.25m中间站台4座，9个站台面，并设12.0m宽出站地道一座，15.0m宽天桥一座。既有蚌埠南站站房为“线侧平式”站房，最高聚集人数1500人。站房总建筑面积11998平方米，长160m，宽34m，高21m。站中心里程处轨顶标高34.46m，基本站台标高35.71m，同时保留有规划中的东侧新站台以及东站房的用地。

## 历史
2009年9月，蚌埠南站正式动工。
2010年11月15日上午9时许，京沪高速铁路在蚌埠南站举行全线铺通仪式，时任铁道部部长的刘志军亲自拧紧最后一颗螺栓，标志着京沪高速铁路全线铺设完成。

## 扩建
由于既有蚌埠南站现状车站能力较为紧张，随着规划宁滁蚌城际铁路、亳蚌城际铁路、淮宿蚌城际铁路、沿淮铁路等铁路的引入，既有客站规模无法满足客运需求，需要对枢纽客运站的分工和规模进一步研究、对蚌埠南站的规模进行扩建。拟新建城际站场5台11线控制，新建站房规模4万平方米，市政综合交通广场地面面积约9.6万平方米。扩建后的蚌埠南站将达到6万平方米的建筑面积，站场规模达到10台22线。同时新建淮宿蚌城际铁路至城际场上下行联络线铁路。

## 车站结构

### 站房
站房建筑面积为12000平方米，设计最高聚集人数为1500人，站房综合楼为地上两层。

### 站场

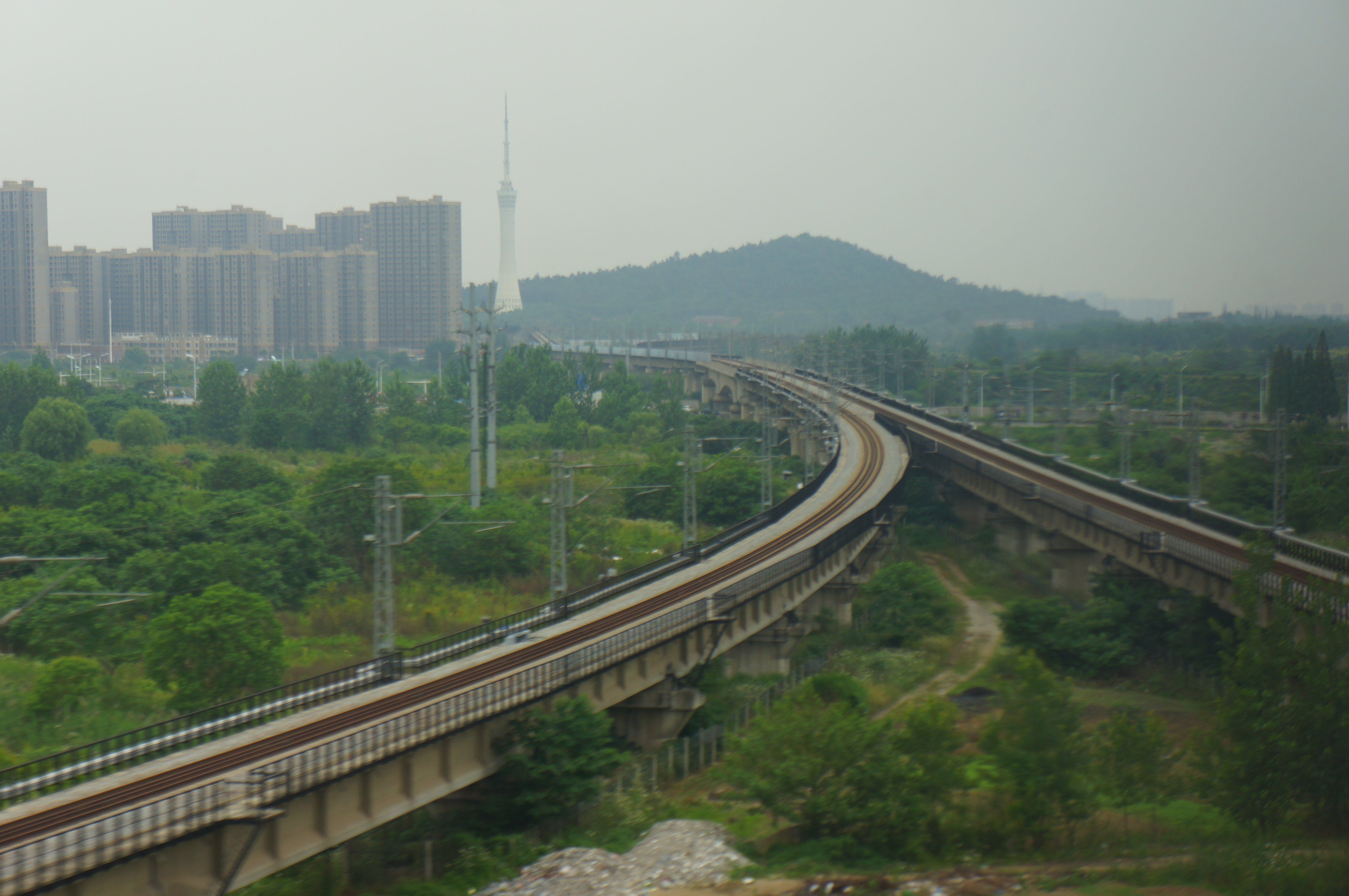
通向蚌埠站的联络线

车站目前设5台11线，其中正线2条，到发线9条，站台包括1座侧式站台，4座岛式站台。
蚌埠南站是京沪高速铁路、京台（京福）高速铁路（含合蚌客运专线）的汇合点。同时车站北侧咽喉区还有通往蚌埠站的蚌南联络线，目前仅走行职工通勤列车和动检列车。
| 侧式站台 |                                                                  |
| 1站台    | 京沪高铁 往北京南站方向（宿州东站）                              |
| 2站台    | 京沪高铁 往北京南站方向（宿州东站）                              |
| 岛式站台 |                                                                  |
| 3站台    | 京沪高铁 往北京南站方向（宿州东站）                              |
| 4站台    | 京沪高铁 往北京南站方向（宿州东站）                              |
| 岛式站台 |                                                                  |
| 5站台    | 京沪高铁 往北京南站方向（宿州东站）                              |
| 通过线   | 京沪高铁 上行列车通过线                                          |
| 通过线   | 京沪高铁 下行列车通过线                                          |
| 6站台    | 京沪高铁/合蚌客专 往上海虹桥站、合肥南站方向（定远站、淮南东站） |
| 岛式站台 |                                                                  |
| 7站台    | 京沪高铁/合蚌客专 往上海虹桥站、合肥南站方向（定远站、淮南东站） |
| 8站台    | 京沪高铁/合蚌客专 往上海虹桥站、合肥南站方向（定远站、淮南东站） |
| 岛式站台 |                                                                  |
| 9站台    | 京沪高铁/合蚌客专 往上海虹桥站、合肥南站方向（定远站、淮南东站） |

## 旅客列车目的地

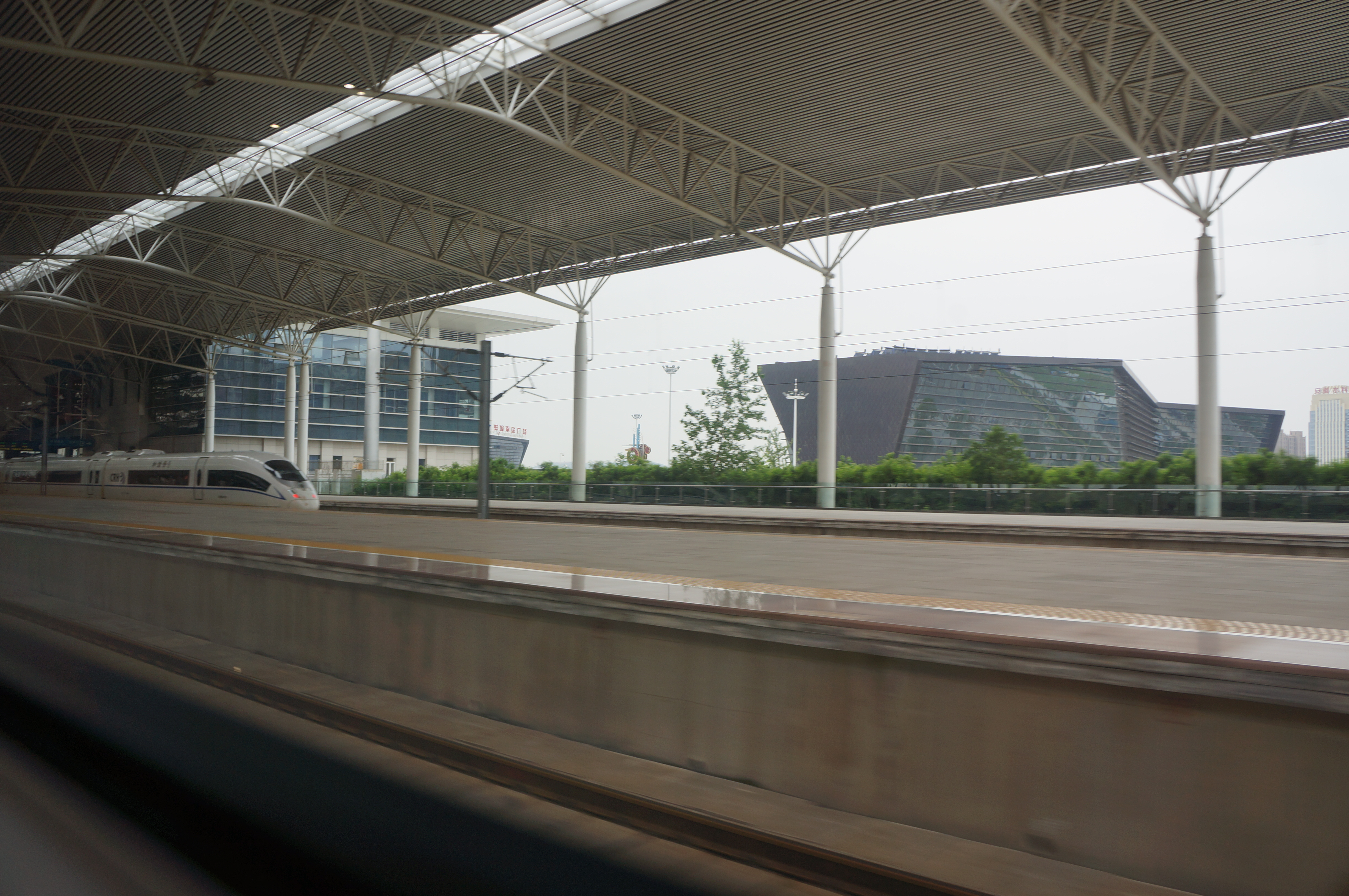
开往的始发列车在站台待发

2017年9月21日起，蚌埠南站停靠由复兴号电力动车组担当的京沪高速动车组列车大停站列车。
截至2019年1月，蚌埠南站共停靠150趟高速动车组列车，详情如下：

### 始发终到列车
| 列车所属路局         | 目的地 | 车次                           |
| -------------------- | ------ | ------------------------------ |
| 南昌铁路局           | 龙岩   | G1661/2/3/4                    |
| 广州铁路（集团）公司 | 广州南 | G1747/8                        |
| 上海铁路局           | 黄山北 | G7403/4                        |
| 上海铁路局           | 台州   | G7473/6                        |
| 上海铁路局           | 上海   | G9415/6 仅在2020年春运期间开行 |

### 过路列车
| 列车所属路局 | 目的地 |
| ------------ | --- |
| 北京铁路局   | 北京南、长沙南、福州、杭州东、合肥南、黄山北、南京南、宁波、上海虹桥、绍兴北、石家庄、天津、天津西、厦门北                                                                 |
| 广州铁路集团 | 长沙南、衡阳东、广州南 |
| 哈尔滨铁路局 | 哈尔滨西、上海虹桥 |
| 济南铁路局   | 北京南、长沙南、重庆北、福州、广州南、杭州东、济南西、昆明南、兰州西、南昌西、青岛、青岛北、荣成、上海虹橋、深圳北、温州南、西安北、厦门北、烟台、郑州东                   |
| 兰州铁路局   | 杭州东、兰州西 |
| 南昌铁路局   | 北京南、福州、商丘、西安北、厦门北 |
| 上海铁路局   | 安庆、北京南、苍南、杭州东、合肥南、淮北、淮北北、黄山北、江山、金华南、兰州西、南昌西、南京南、宁波、青岛、上海、上海虹桥、太原南、天津西、西安北、厦门北、温州南、郑州东 |
| 沈阳铁路局   | 苍南、长春、宁波、沈阳北、武汉 |
| 太原铁路局   | 上海虹桥、太原南 |
| 武汉铁路局   | 青岛、济南西、武汉 |
| 西安铁路局   | 青岛、上海虹桥、西安北、温州南、义乌 |
| 郑州铁路局   | 杭州东、福州、济南西、宁波、青岛、上海虹桥、西安北、温州南、郑州东、洛阳龙门                                                                                               |

## 接驳交通

### 公交车

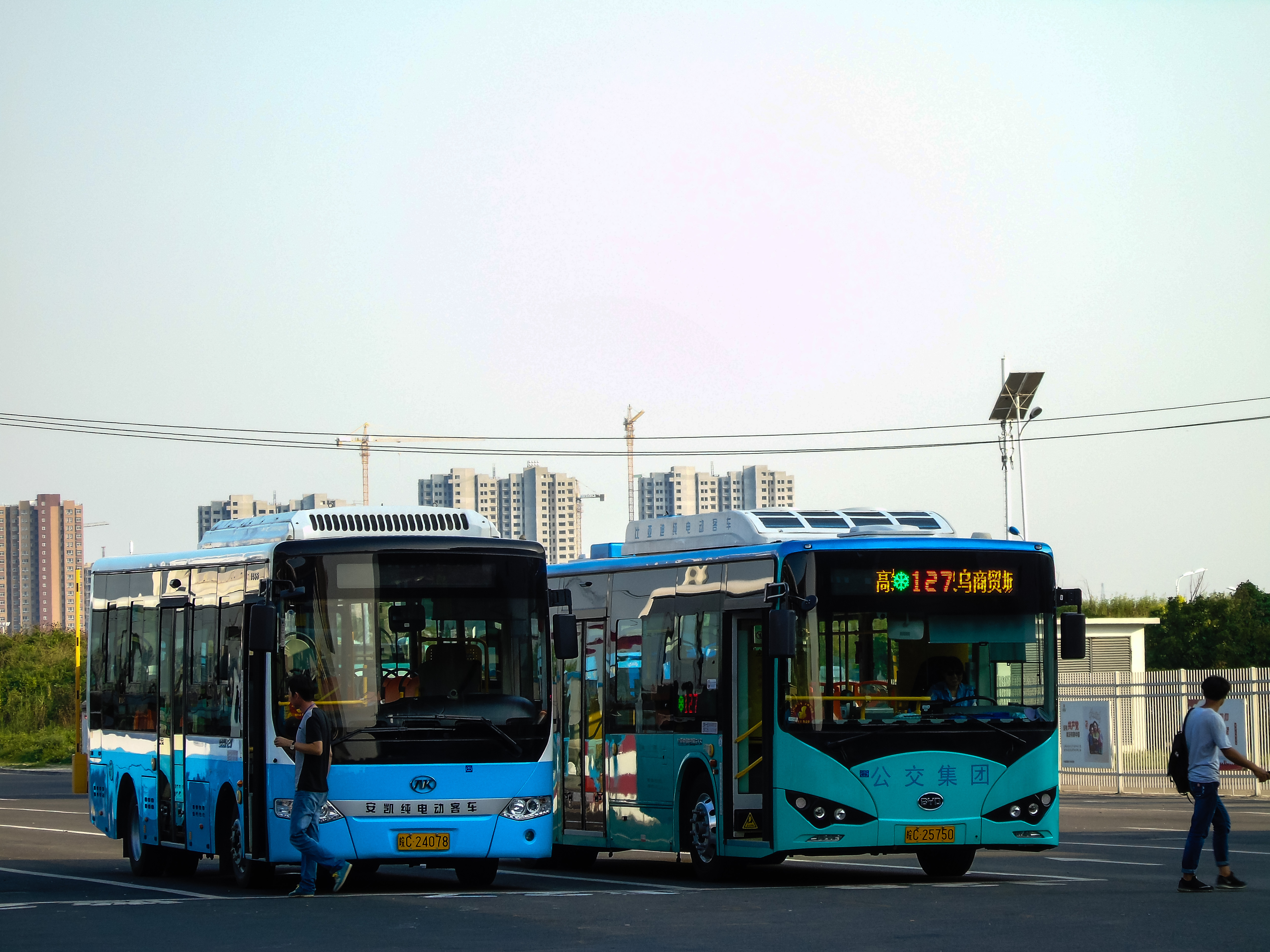
127路和微2路（现已优化调整为155路）在蚌埠南站公交场站

截至2022年5月，蚌埠公交、城际公交、五河长运与凤阳城乡公交共（联合）开通或调整了13条公交线路由蚌埠南站始发终到。
| 线路编号   | 起讫站         | 运营时间                     | 发车模式 |
| ---------- | -------------- | ---------------------------- | -------- |
| 117路      | 高铁南站       | 6:30 - 19:20                 | 间隔发车 |
| 117路      | 华海商城       | 6:30 - 20:00                 | 间隔发车 |
| 126路      | 高铁南站       | 6:00 - 20:00                 | 间隔发车 |
| 126路      | 安徽水建医院   | 6:00 - 20:00                 | 间隔发车 |
| 127路      | 高铁南站       | 6:00 - 19:00                 | 间隔发车 |
| 127路      | 义乌商贸城     | 6:40 - 19:40                 | 间隔发车 |
| 128路      | 高铁南站       | 6:10 - 23:00                 | 间隔发车 |
| 128路      | 新船塘         | 6:10 - 23:00                 | 间隔发车 |
| 138路      | 高铁南站       | 往禹会区工业园：6:20 - 18:00 | 间隔发车 |
| 138路      | 高铁南站       | 往小黄山：6:20 - 20:00       | 间隔发车 |
| 138路      | 禹会区工业园   | 7:30 - 18:30                 | 间隔发车 |
| 138路      | 小黄山         | 6:00 - 19:30                 | 间隔发车 |
| 151路      | 高铁南站       | 6:50 - 18:30                 | 间隔发车 |
| 151路      | 李楼乡         | 7:00 - 18:40                 | 间隔发车 |
| 155路      | 高铁南站       | 6:20 - 19:30                 | 间隔发车 |
| 155路      | 第三人民医院南 | 6:20 - 20:10                 | 间隔发车 |
| 八里岗专线 | 高铁南站       | 7:00 9:00 14:30 16:00        | 固定班次 |
| 八里岗专线 | 八里岗         | 7:30 9:30 15:00 16:30        | 固定班次 |
| 红塔专线   | 高铁南站       | 8:00 16:00                   | 固定班次 |
| 红塔专线   | 红塔村         | 8:30 16:30                   | 固定班次 |
| K311路     | 高铁南站       | 6:30 - 21:00                 | 间隔发车 |
| K311路     | 怀远综合客运站 | 6:30 - 21:00                 | 间隔发车 |
| K321路     | 高铁南站       | 7:00 - 17:30                 | 间隔发车 |
| K321路     | 五河汽车站     | 6:00 - 17:30                 | 间隔发车 |
| 398路      | 高铁南站       | 7:00 - 17:50                 | 间隔发车 |
| 398路      | 文昌街首末站   | 6:00 - 17:00                 | 间隔发车 |
| 小岗村专线 | 高铁南站       | 8:50 15:50                   | 固定班次 |
| 小岗村专线 | 小岗村委会     | 6:50 13:20                   | 固定班次 |

### 出租车
蚌埠南站设有出租车专用落客平台和出租车专用等客区。蚌埠市现有宏远、万隆、通泰、金泰、新通利、大众、交通投资集团7家出租车公司，起步价7元/2.5公里，夜间8元。截至2017年上述七家公司共计拥有车辆三千余台。

### 长途汽车
蚌埠综合客运站位于蚌埠南站南侧，是一个总面积达8.5万平方米的国家一级汽车客运站，和蚌埠南站同步投入使用。